# Aleochara bilineata
Aleochara bilineata är en skalbaggsart som beskrevs av Leonard Gyllenhaal 1810. Aleochara bilineata ingår i släktet Aleochara och familjen kortvingar. Arten är reproducerande i Sverige. Inga underarter finns listade i Catalogue of Life.